# Vorstendom Galicië
Het vorstendom Galicië (Oudrussisch: Галицкоє кънѧжьство, Oekraïens: Галицьке князівство, ook: vorstendom Galitsj of Halytsj) was van 1124 tot 1199 een vorstendom van de Kievse Roes, met als centrum het kasteel van Galitsj in het huidige Oekraïne. Daarna werd het een deel van het vorstendom Galicië-Wolynië.

## Geschiedenis

### Voorgeschiedenis
In 1085 maakten de vorstendommen Terebovlja, Zvenigorod en Peremysjl zich los van het vorstendom Wolynië.

### Stichting
In 1124 vormde Vasilko Rostislavitsj het vorstendom Galitsj uit het vorstendom Terebovlja, en gaf het aan zijn zoon Ivan Vasilkovitsj. In 1141 verenigde Vladimir Volodarjevitsj, vorst van Peremysjl, beide vorstendommen. In 1144 bezette Ivan Berladnik, vorst van Zvenigorod, Galitsj. Na zijn val en dood werden beiden samengevoegd.
In 1153 volgde Jaroslav Vladimirovitsj Osmomysl zijn vader op. Hij was door huwelijk dynastiek verbonden met het vorstendom Kiev, en breidde het grondgebied uit tot de benedenloop van de Donau.

### Machtsstrijd
Na Jaroslavs dood in 1187 was er langdurige strijd om zijn opvolging. Zijn zoon Oleg werd door de bojaren niet als legitieme opvolger aanvaard. In 1188 benoemden ze Roman van Wolynië als vorst. Deze werd verdreven door de Hongaarse koning Béla, die zijn zoon Andreas tot vorst van Galicië maakte. 
In 1189 veroverde Vladimir, een andere zoon van Jaroslav, het vorstendom met de hulp van keizer Frederik I Barbarossa, zijn schoonvader Svjatoslav van Kiev en oom Vsevolod het Grote Nest van Vladimir-Soezdal. Eenmaal op de troon erkende Vladimir zijn oom Vsevolod als beschermheer.

### Vereniging tot vorstendom Galicië-Wolhynië
Na de dood van Vladimir Jaroslavitsj in 1199 veroverde Roman van Wolynië met steun van Polen uiteindelijk het vorstendom, en stichtte het vorstendom Galicië-Wolynië met zetel in Galitsj.